# The Wonder of You
The Wonder of You é uma compilação musical do cantor norte-americano Elvis Presley. Lançado em 21 de outubro de 2016 pela RCA Records e Legacy Recordings, o álbum conta com arquivos de gravações vocais de Elvis acompanhados por novos arranjos orquestrais da Orquestra Filarmônica Real, gravados no Abbey Road Studios. O disco conta ainda com um dueto com a cantora alemã Helene Fischer.
O álbum foi lançado após If I Can Dream (2015), o qual foi um sucesso comercial, vendendo 1,6 milhões de cópias em todo o mundo. A ex-mulher de Elvis, Priscilla Presley, disse sobre The Wonder of You: "Elvis sempre amou os grandes vocalistas operáticos. Muitas vezes falamos sobre seu interesse em gravar material que permitisse que ele cantasse nesse gênero. É emocionante ouvi-lo nessas gravações, cantando com a grande Orquestra Filarmônica Real, através da magia do Abbey Road Studios. Ele teria adorado essas gravações e estou muito feliz por termos conseguido realizar esse sonho para Elvis e seus fãs.

## Lista de faixas
| The Wonder of You – Edição padrão |                                                         |                                            |         |  |
| N.º                               | Título                                                  | Compositor(es)                             | Duração |  |
| 1.                                | "A Big Hunk o' Love"                                    | Aaron Schroeder Sidney Wyche               | 2:22    |  |
| 2.                                | "I've Got a Thing About You Baby"                       | Tony Joe White                             | 2:35    |  |
| 3.                                | "Suspicious Minds"                                      | Mark James                                 | 3:45    |  |
| 4.                                | "Don't"                                                 | Jerry Leiber e Mike Stoller                | 3:10    |  |
| 5.                                | "I Just Can't Help Believin'"                           | Barry Mann Cynthia Weil                    | 4:35    |  |
| 6.                                | "Just Pretend"                                          | Guy Fletcher Doug Flett                    | 4:06    |  |
| 7.                                | "Love Letters"                                          | Edward Heyman Victor Young                 | 2:55    |  |
| 8.                                | "Amazing Grace"                                         | John Newton                                | 3:46    |  |
| 9.                                | "Starting Today"                                        | Don Robertson                              | 3:10    |  |
| 10.                               | "Kentucky Rain"                                         | Eddie Rabbitt Dick Heard                   | 4:03    |  |
| 11.                               | "Memories"                                              | Billy Strange Mac Davis                    | 3:15    |  |
| 12.                               | "Let It Be Me"                                          | Gilbert Bécaud Manny Curtis Pierre Delanoë | 3:26    |  |
| 13.                               | "Always on My Mind"                                     | Wayne Carson Johnny Christopher Mark James | 3:39    |  |
| 14.                               | "The Wonder of You"                                     | Baker Knight                               | 2:31    |  |
| 15.                               | "Just Pretend" (dueto com Helene Fischer) (Faixa bônus) | Flett Fletcher                             | 4:04    |  |
| Duração total:                    | Duração total:                                          | Duração total:                             | 51:22   |  |

| The Wonder of You – Faixas bônus da edição deluxe |                                           |                                                                |         |  |
| N.º                                               | Título                                    | Compositor(es)                                                 | Duração |  |
| 15.                                               | "You Don't Have to Say You Love Me"       | Vicki Wickham Simon Napier-Bell Pino Donaggio Vito Pallavicini | 2:34    |  |
| 16.                                               | "You Gave Me a Mountain"                  | Marty Robbins                                                  | 3:15    |  |
| 17.                                               | "Just Pretend" (dueto com Helene Fischer) | Flett Fletcher                                                 | 4:04    |  |
| Duração total:                                    | Duração total:                            | Duração total:                                                 | 56:11   |  |